# Palacio Bevilacqua

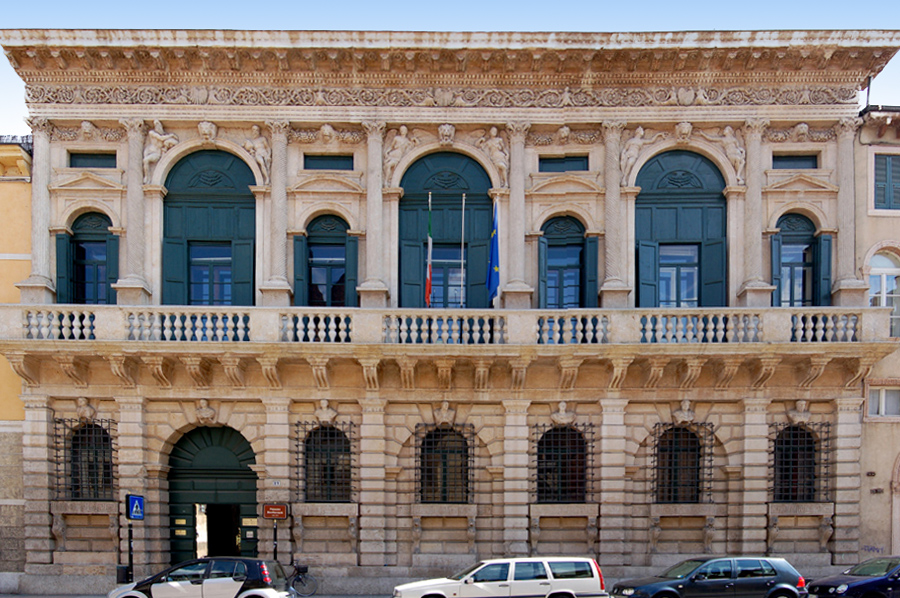

El palacio Bevilacqua es un antiguo palacio italiano de Verona cuyo diseño se atribuye al arquitecto veronés Michele Sammicheli.

## Historia

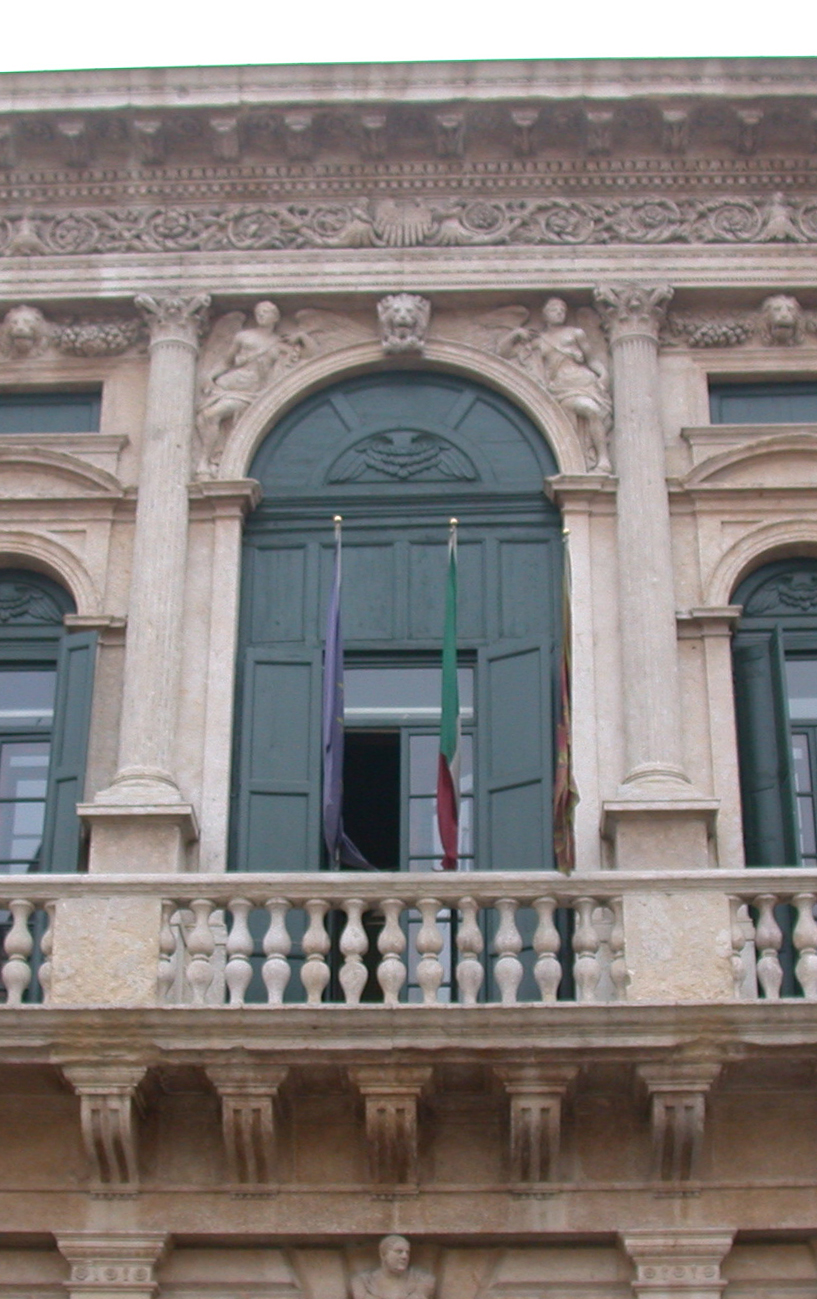
Palacio Bevilacqua de Corso Cavour.

Dada la presencia histórica y la gran importancia de la familia de los Bevilacqua en Verona, en el centro de la ciudad no hay ningún palacio Bevilacqua. Sin embargo, hay tres palacios construidos en el corazón de la ciudad antigua: palacio Canossa —en la vía dedicada a Cavour—,  palacio Pompeii y palacio Bevilacqua. 
El más famoso es el tercero, erigido por el arquitecto veronés Michele Sammicheli a petición de la familia Bevilacqua, que vivía en esa zona desde hacía siglos (hay testimonios ya en 1146) alrededor del 1530.
El palacio ha hospedado por varios años la colección de arte del conde Marco Bevilacqua, que comprende obras de artistas veroneses, como El Orbetto, pero también algunos de fama internacional como el Tintoretto. 
Cedido por la última duquesa Bevilacqua a las autoridades públicas, actualmente es sede del Istituto Tecnico Commerciale Lorgna Pindemonte.

## Estructura
Ciertamente se trata de uno de los palacios más finos y ricos de detalles de la ciudad, con una fachada realizada en dos órdenes, el inferior más macizo, y el superior más suelto y elegante. La entrada se da por un gran portón que lleva directamente al piano nobile, donde vivían los miembros de la familia.
El palacio acogía pinturas famosas, entre las cuales La pietà della lacrima de Giovan Francesco Caroto, Francesco de Domenico Brusasorzi, Paraíso de Tintoretto, un retrato de Virgen con el Niño de Paolo Veronese. Estos últimos cuadros se encuentran ahora en el museo del Louvre. Había otras obras, actualmente extraviadas o dispersas en diversas colecciones italianas o extranjeras.

Foto por Paolo Monti, 1972
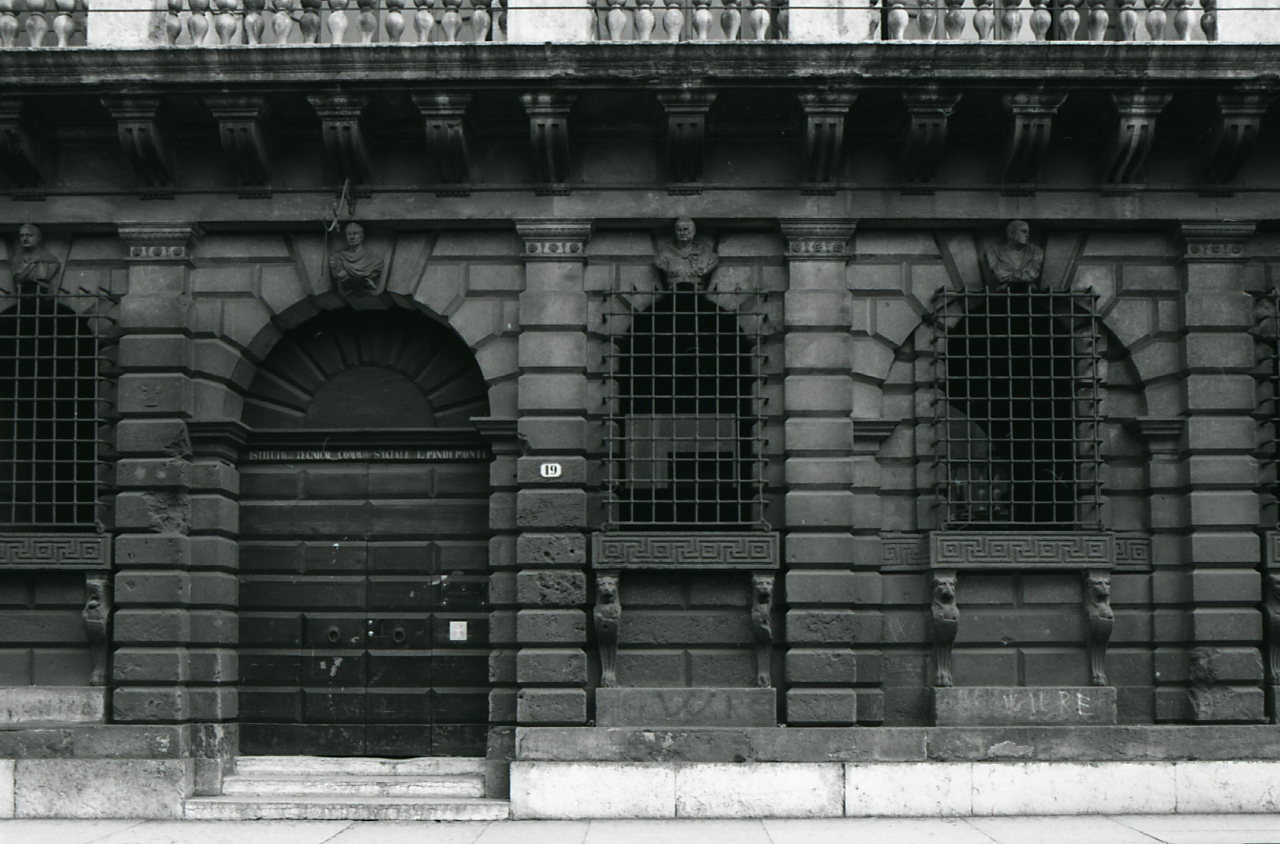
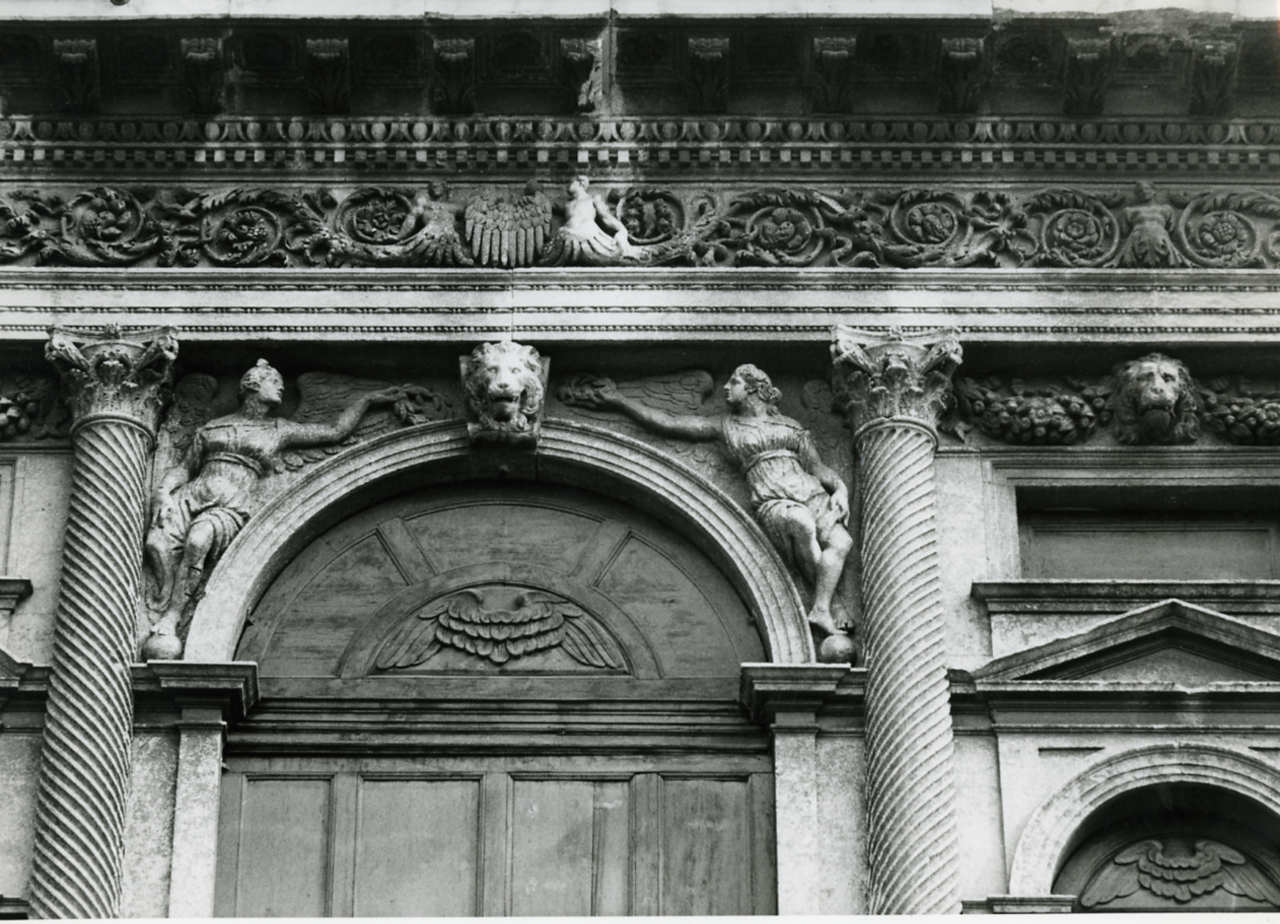
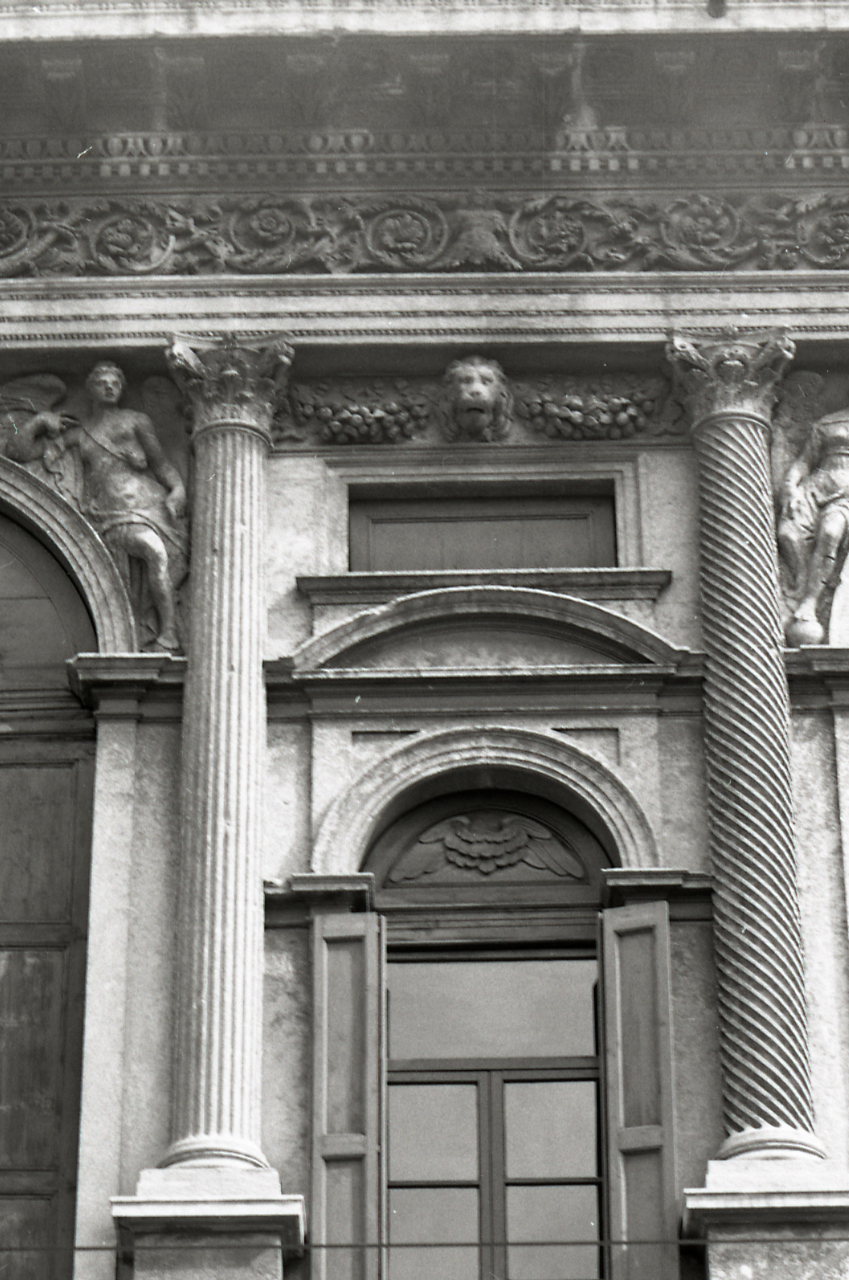